# موسی ثقةالاسلامی
موسی ثقةالاسلامی سیاست‌مدار ایرانی بود، که در  دوره نوزدهم  به‌عنوان نماینده تبریز در مجلس شورای ملی حضور داشت.